# Резеда
Резеда (резедаво зелено) е нюанс на сивозелено в класическата гама от цветове на немския цветови стандарт RAL, където е цвят 6011.

## Етимология
Името произлиза от цвета на листата на Reseda odorata.
Преди Първата световна война френската армия експериментира с резеда зелени униформи, за да замени съществуващия цвят на индиговата униформа, но биват отхвърлени.